# Takecare (journalsystem)
Takecare (även TakeCare och Take Care) är ett vårdinformationssystem som används av olika vårdgivare i Sverige, inklusive Region Stockholm.

## Historia
Takecare-systemet påbörjades i slutet av 1980-talet av Martin Williamson (som var sjuksköterska och ville kombinera sina sjukvårdskunskaper med sitt teknikintresse). Takecare har sedan dess utvecklats och förbättrats på olika sätt.

## Aktuellt
Takecare hanterar bland annat patientjournaler, ordinationer och recept, remisser och bokningar. Numera är det Compugroup medical (CGM) som utvecklar vårdinformations- och journalsystemet Takecare.